# フローレス島 (インドネシア)

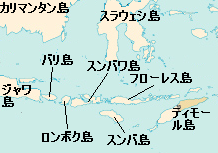
小スンダ列島

フローレス島（フローレスとう、インドネシア語: Pulau Flores）は、小スンダ列島を構成する島の一つである。インドネシアの東ヌサ・トゥンガラ州に属する。

## 呼称
「フローレス」は、ポルトガル語で花の意。

## 地理
東西350km、南北15km-65km。西にはコモド島、スンバワ島が、東にはアドナラ島、ロンブレン島などがある。南にはスンバ海峡を隔てスンバ島がある。北にフローレス海が広がる。アジア大陸とつながったことがない。
クリムトゥ山（ケリムトゥ山とも書かれる）、エゴン山、エブロボ山、レウォトビ山、レロボレン山、イリムダ山などの火山がある。
島の西部にはコモドオオトカゲが生息している。また、固有種として、フロレスオニネズミも生息している。
主要な都市は中東部北岸のマウメレ（Maumere; 人口8万8千人）、中部南岸のエンデ（Ende; 人口6万7千人）など。

## 歴史
1992年12月12日に、マグニチュード7.8を記録する地震が起こり、マウメレで2,000人が死亡している。
2003年、ヒト属の新種ではないかとされる身長1mほどのホモ・フローレシエンシスの骨が発見され、翌年の公表以降話題を呼んだ。
エゴン山は有史以来噴火のない火山であったが、2008年4月15日に噴火した。
2013年8月10日、北岸から約20㎞沖合のパルエ島のロカテンダ火山（Rokatenda）が噴火。

## 住民

### 民族
ンガタ人、リオ人、シッカ人、ソア人、ナゲ人など8つの民族が住み、東部の住民はパプア系である。その他、近くの島から移住した人々がいる。

### 言語
島にはオーストロネシア語族に属する多くの言語が存在する。村々によっても少しずつの違いがあるが、6つの言語に分けることができる。ンガタ語、ナゲ語、ケオ語、エンデ語、リオ語、パルエ語（島の北にあるパルエ島で話されている）。地元の住民なら、ほかに2つの言語があるというが、学者の間ではンガタ語方言の一種との解釈である。16世紀にポルトガルの宣教師と商人が島のララントゥカ、シッカに来たので、シッカの言葉にその影響をみることができる。

### 宗教
宗教は人口の8割がカトリックであるが、アニミズムも色濃く残っている。

## 行政区分
ソロール諸島（フローレス島、パルエ島、アドナラ島、ロンブレン島、パンタール島、アロール島）は、東西に細長く10県（kabupaten）に区分されている。
1. 西マンガライ県（英語版）
2. マンガライ県（英語版）
3. 東マンガライ県（英語版）（2007年マンガライ県より分離）
4. ンガダ県（英語版）
5. ナゲケオ県（2007年ンガタ県より分離）
6. エンデ県
7. シッカ県（英語版）（パルエ島（英語版）を含む）
8. 東フローレス県（英語版）（アドナラ島を含む）
9. レンバタ県（英語版）（ロンブレン島）
10. アロール県（英語版）（パンタール島、アロール島）

## 交通
ラブハンバジョ、マウメレ、エンデに空港がある。

## 産業
焼畑農業で陸稲やトウモロコシなどを生産する。特産物に、コプラ・コーヒー豆・ビャクダン・真珠母貝・ナマコ・燕の巣がある。 

## 観光

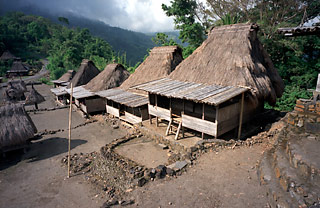
ベナ村、2006年以前

- クリムトゥ山（1,639m）は、3つの大きな火山湖を持ち、湖はその色を変えることで有名な観光地である。
- ダイビング{、シュノーケリングは、マウメレ、リウンの北の海岸に沿ったいくつかのポイントが有名だが、地元漁民（観光客に貝を売るものもいる）の爆弾をしかける破壊的な漁法や1992年の地震の津波により、破壊されてきている。
- 西部の町ラブハンバジョは、コモド島やリンチャ島に行く中継点となっている。付近の海にはジンベイザメが住み、ダイビングのポイントとなっている。
- 伝統的な家屋の観光-リュベ、ベナ村。
- 東部のララントゥカは、復活祭で知られている。